# Drikung Kagyu
Drikung Kagyu hay Drigung Kagyu (Wylie: 'bri-kung bka'-brgyud) là một trong tám "nhánh" Phật giáo Mật Tông Tây Tạng lớn nhất của trường phái Kagyu. Kagyu là dòng phái Khẩu truyền (đôi khi được gọi là nhĩ truyền) do chư đạo sư truyền lại trực tiếp cho đệ tử chứ không qua văn tự. Dòng Kagyu gồm nhiều tông phái và các vị tổ khác nhau. Gồm có Baram Kagyu, Drikung Kagyu, Drukpa Kagyu, Karma Kagyu và Taglung Kagyu...
Các nhánh Kagyu này được thành lập bởi các học trò của Phakmo Drupa (1110-1170), một trong ba đệ tử của Gampopa. Đan viện chính và đầu tiên của dòng Drikung là Tu Viện Drikung Thil, được thành lập năm 1179 do Drigung Kyobpa Jikten Gönpo Rinchen Päl (1143-1217) khoảng 150 km về phía Đông Bắc Lhasa. Dòng Drikung Kagyu được truyền bá rộng rãi tại các thung lũng miền Trung, Bắc và Ấn Độ.
Từ khi thiết lập tu viện Drikung Thil đến nay, dòng Drikung được giữ gìn qua các Pháp Chủ. Hai vị đứng đầu dòng truyền thừa hiện nay là Đại Lão Hoà Thượng Drigung Kyabgön Chetsang Rinpoche, tục danh Könchok Tenzin Kunzang Trinlay Lhundrup (1946-), đời thứ 37. Hiện đang sống tại Dehra Dun, Ấn Độ. Vị đời thứ 36 Drikungpa Drigung Kyabgön Chungtsang Rinpoche, tục danh Könchok Tenzin Chökyi Nangwa (1942-) hiện sống tại Lhasa, Tây Tạng.
Tác phẩm của vị sáng lập dòng Drikung - Drigung Kyobpa Jikten Gönpo là "Nhất Đích" (Wylie: dgongs gcig) và Tinh Tuý Đại Thừa Giáo (Wylie: theg chen bstan pa'i snying po). Các pháp tu chính của dòng Drikung Kagyupa là Năm Pháp Tu Đại Thủ Ấn, và Sáu Pháp Yoga của Naropa.
Dòng Drikung nổi tiếng với pháp môn Phowa, trong đó vị thầy giúp chuyển di thần thức của người chết siêu sinh về cõi Cực Lạc qua Luân Xa đỉnh đầu. Đây là một trong các pháp Yoga của Naropa.